# أشيل إيمانا
أشيل إيمانا إدزيمبي (بالإنجليزية: Achille Emana)، من مواليد 5 يونيو 1982 في ياوندي في الكاميرون، لاعب كرة قدم كاميروني، يلعب بمركزي صناعة اللعب والهجوم. يتمتع بالبنية الجسمانية، السرعة، قوة التسديد، سرعة البديهة. بدأ مسيرته الكروية مع نادي تولوز الفرنسي في عام 2001، وفي أغسطس 2006 ذهب في تجربة إلى نادي بورتسموث الإنجليزي ولكنه لم ينجح وانتقل إلى نادي كوكو نانا. هو يلعب مع منتخب الكاميرون لكرة القدم منذ عام 2003. لعب في سنوات سابقة مع نادي الهلال السعودي. كما لعب مع أندية إماراتية، ومكسيكية وأسبانية إلى عام 2020.

## وصلات خارجية
- أشيل إيمانا على موقع الاتحاد الدولي (مؤرشف)  (الإنجليزية)
- أشيل إيمانا على موقع رابطة كرة القدم اليابانية للمحترفين (اليابانية)
- أشيل إيمانا على موقع رابطة كرة القدم الفرنسية للمحترفين (الإنجليزية)
- أشيل إيمانا على موقع قاعدة بيانات كرة القدم.إي يو (الإنجليزية)
- أشيل إيمانا على موقع ليكيب (الفرنسية)
- أشيل إيمانا على موقع ناشيونال فوتبول تيمز (الإنجليزية)
- أشيل إيمانا على موقع Soccerway.com (الإنجليزية)
- أشيل إيمانا على موقع عالم كرة القدم.نت (الإنجليزية)
- أشيل إيمانا على موقع AS.com (الإسبانية)